# Republiki ZSRR
Republiki Związku Socjalistycznych Republik Radzieckich, zwane także republikami związkowymi (ros. союзные республики) – wydzielone na podstawie etnicznej jednostki podziału administracyjnego ZSRR podporządkowane bezpośrednio władzom centralnym. 
W momencie powstania ZSRR tworzyły go cztery spośród republik radzieckich powstałych od roku 1917. Republiki związkowe, które 30 grudnia 1922 zawarły umowę o utworzeniu ZSRR, to: Rosyjska Federacyjna Socjalistyczna Republika Radziecka, Ukraińska Socjalistyczna Republika Radziecka, Białoruska Socjalistyczna Republika Radziecka, Zakaukaska Federacyjna Socjalistyczna Republika Radziecka. 
W momencie rozpadu ZSRR składał się z piętnastu republik związkowych, które w konsekwencji stały się niepodległymi państwami.

## Republiki ZSRR zgodnie z konstytucją

Mapa republik ZSRR od 1956 do 1991, zgodnie z numeracją w radzieckiej konstytucji

Kolejność, w jakiej republiki związkowe wymienione były w Konstytucji Związku Socjalistycznych Republik Radzieckich:
1. Rosyjska Federacyjna Socjalistyczna Republika Radziecka
2. Ukraińska Socjalistyczna Republika Radziecka
3. Białoruska Socjalistyczna Republika Radziecka
4. Uzbecka Socjalistyczna Republika Radziecka
5. Kazachska Socjalistyczna Republika Radziecka
6. Gruzińska Socjalistyczna Republika Radziecka
7. Azerbejdżańska Socjalistyczna Republika Radziecka
8. Litewska Socjalistyczna Republika Radziecka
9. Mołdawska Socjalistyczna Republika Radziecka
10. Łotewska Socjalistyczna Republika Radziecka
11. Kirgiska Socjalistyczna Republika Radziecka
12. Tadżycka Socjalistyczna Republika Radziecka
13. Armeńska Socjalistyczna Republika Radziecka
14. Turkmeńska Socjalistyczna Republika Radziecka
15. Estońska Socjalistyczna Republika Radziecka

## Według powierzchni
| Lp. | (na świecie) | Republika                                               | Pow. [km²] | %      |
| --- | ------------ | ------------------------------------------------------- | ---------- | ------ |
| 1   | 1            | Rosyjska Federacyjna Socjalistyczna Republika Radziecka | 17 075 200 | 76,62% |
| 2   | 9            | Kazachska Socjalistyczna Republika Radziecka            | 2 727 300  | 12,24% |
| 3   | 44           | Ukraińska Socjalistyczna Republika Radziecka            | 603 700    | 2,71%  |
| 4   | 52           | Turkmeńska Socjalistyczna Republika Radziecka           | 488 100    | 2,19%  |
| 5   | 56           | Uzbecka Socjalistyczna Republika Radziecka              | 447 400    | 2,01%  |
| 6   | 84           | Białoruska Socjalistyczna Republika Radziecka           | 207 600    | 0,93%  |
| 7   | 85           | Kirgiska Socjalistyczna Republika Radziecka             | 198 500    | 0,89%  |
| –   | –            | Karelo-Fińska Socjalistyczna Republika Radziecka        | 172 400    | 0,77%  |
| 8   | 93           | Tadżycka Socjalistyczna Republika Radziecka             | 143 100    | 0,64%  |
| 9   | 112          | Azerbejdżańska Socjalistyczna Republika Radziecka       | 86 600     | 0,39%  |
| 10  | 119          | Gruzińska Socjalistyczna Republika Radziecka            | 69 700     | 0,31%  |
| 11  | 121          | Litewska Socjalistyczna Republika Radziecka             | 65 200     | 0,29%  |
| 12  | 122          | Łotewska Socjalistyczna Republika Radziecka             | 64 589     | 0,29%  |
| 13  | 130          | Estońska Socjalistyczna Republika Radziecka             | 45 226     | 0,20%  |
| 14  | 135          | Mołdawska Socjalistyczna Republika Radziecka            | 33 843     | 0,15%  |
| 15  | 138          | Armeńska Socjalistyczna Republika Radziecka             | 29 800     | 0,13%  |

Łączna powierzchnia wszystkich republik: 22 458 258 km²

## Według liczby mieszkańców
Dane ze spisu ludności z 1989 roku:
| Lp. | Republika                                               | Liczba mieszkańców | %      |
| --- | ------------------------------------------------------- | ------------------ | ------ |
| 1   | Rosyjska Federacyjna Socjalistyczna Republika Radziecka | 147 386 000        | 51,40% |
| 2   | Ukraińska Socjalistyczna Republika Radziecka            | 51 706 746         | 18,03% |
| 3   | Uzbecka Socjalistyczna Republika Radziecka              | 19 906 000         | 6,94%  |
| 4   | Kazachska Socjalistyczna Republika Radziecka            | 16 711 900         | 5,83%  |
| 5   | Białoruska Socjalistyczna Republika Radziecka           | 10 151 806         | 3,54%  |
| 6   | Azerbejdżańska Socjalistyczna Republika Radziecka       | 7 037 900          | 2,45%  |
| 7   | Gruzińska Socjalistyczna Republika Radziecka            | 5 400 841          | 1,88%  |
| 8   | Tadżycka Socjalistyczna Republika Radziecka             | 5 112 000          | 1,78%  |
| 9   | Mołdawska Socjalistyczna Republika Radziecka            | 4 337 600          | 1,51%  |
| 10  | Kirgiska Socjalistyczna Republika Radziecka             | 4 257 800          | 1,48%  |
| 11  | Litewska Socjalistyczna Republika Radziecka             | 3 689 779          | 1,29%  |
| 12  | Turkmeńska Socjalistyczna Republika Radziecka           | 3 522 700          | 1,23%  |
| 13  | Armeńska Socjalistyczna Republika Radziecka             | 3 287 700          | 1,15%  |
| 14  | Łotewska Socjalistyczna Republika Radziecka             | 2 666 567          | 0,93%  |
| 15  | Estońska Socjalistyczna Republika Radziecka             | 1,565,662          | 0,55%  |

## Według gęstości zaludnienia
| Lp. | Republika                                               | Gęstość zaludnienia |
| --- | ------------------------------------------------------- | ------------------- |
| 1   | Mołdawska Socjalistyczna Republika Radziecka            | 128,2               |
| 2   | Armeńska Socjalistyczna Republika Radziecka             | 110,3               |
| 3   | Ukraińska Socjalistyczna Republika Radziecka            | 85,6                |
| 4   | Azerbejdżańska Socjalistyczna Republika Radziecka       | 81,3                |
| 5   | Gruzińska Socjalistyczna Republika Radziecka            | 77,5                |
| 6   | Litewska Socjalistyczna Republika Radziecka             | 56,6                |
| 7   | Białoruska Socjalistyczna Republika Radziecka           | 48,9                |
| 8   | Uzbecka Socjalistyczna Republika Radziecka              | 44,5                |
| 9   | Łotewska Socjalistyczna Republika Radziecka             | 41,3                |
| 10  | Tadżycka Socjalistyczna Republika Radziecka             | 35,7                |
| 11  | Estońska Socjalistyczna Republika Radziecka             | 34.6                |
| 12  | Kirgiska Socjalistyczna Republika Radziecka             | 21,4                |
| 13  | Rosyjska Federacyjna Socjalistyczna Republika Radziecka | 8,6                 |
| 14  | Turkmeńska Socjalistyczna Republika Radziecka           | 7,2                 |
| 15  | Kazachska Socjalistyczna Republika Radziecka            | 6,1                 |

## Republiki radzieckie zlikwidowane przed rozpadem Związku Radzieckiego

### Republiki powstałe wskutekwojny domowej
- Abchaska Socjalistyczna Republika Radziecka (1921–1931); w 1931 przekształcona w Abchaską Autonomiczną Republikę Radziecką,
- Bucharska Ludowa Republika Radziecka/Bucharska Socjalistyczna Republika Radziecka (1920–1925); w 1925 włączona do Uzbeckiej Socjalistycznej Republiki Radzieckiej (w 1929 z Uzbeckiej Socjalistycznej Republiki Radzieckiej wyodrębniono Tadżycką Socjalistyczną Republikę Radziecką, które podzieliły teren dawnej Bucharskiej Socjalistycznej Republiki Radzieckiej),
- Chorezmijska Ludowa Republika Radziecka/Chorezmijska Socjalistyczna Republika Radziecka (1920–1925); w 1925 zlikwidowana i podzielona pomiędzy Uzbecką Socjalistyczną Republikę Radziecką, Turkmeńską Socjalistyczną Republikę Radziecką i Karakałpacki Obwód Autonomiczny (Karakałpacki Obwód Autonomiczny najpierw wchodził w skład Rosyjskiej Federacyjnej Socjalistycznej Republiki Radzieckiej, w 1936 przekazany w skład Uzbeckiej Socjalistycznej Republiki Radzieckiej),
- Zakaukaska Socjalistyczna Republika Radziecka (1922–1936); w 1936 rozwiązana i podzielona na Armeńską Socjalistyczną Republikę Radziecką, Azerbejdżańską Socjalistyczną Republikę Radziecką i Gruzińską Socjalistyczną Republikę Radziecką.

### Pozostałe
- Karelo-Fińska Socjalistyczna Republika Radziecka (1940–1956); została utworzona w 1940 z połączenia Karelskiej Autonomicznej Republiki Radzieckiej (wyodrębnionej z Rosyjskiej Federacyjnej Socjalistycznej Republiki Radzieckiej) z terytoriami Finlandii, które zostały zdobyte przez Związek Radziecki w wyniku wojny zimowej (1939–1940); w 1956 przekształcona w Karelską Autonomiczną Republikę Radziecką i wcielona do Rosyjskiej Federacyjnej Socjalistycznej Republiki Radzieckiej.